# Maracanã (stacja metra)
Maracanã – stacja metra w Rio de Janeiro, na linii 2. Zlokalizowana jest pomiędzy stacjami São Cristóvão i Triagem. Została otwarta 19 listopada 1981.